# Изабелла Валуа (графиня Вертю)
Изабелла Валуа (фр. Isabelle de France; 1 октября 1348, Венсен — 11 сентября 1372, Павия) — французская принцесса из династии Валуа, по браку — госпожа Милана. Младшая дочь французского короля Иоанна II и Бонны Люксембургской.

## Биография
В 1360 году после поражения при Пуатье король Иоанн, чтобы вернуть себе свободу, пошёл на территориальные уступки и обязался выплатить три миллиона экю золотом. Эти деньги нашлись у Галеаццо II Висконти. Через своего представителя Амадея VI, на сестре которого Висконти был женат, Галеаццо II попросил для своего сына руки принцессы Изабеллы. Предложение было принято. В качестве приданого за дочерью король дал графство Соммьер, впоследствии заменённое на графство Вертю.
8 октября 1360 года Изабелла и Джан Галеаццо Висконти (1351—1402) сочетались браком в Милане, а шестью месяцами позже, в апреле 1361 года, Изабелла была провозглашена суверенной графиней Вертю. У пары было шесть детей:
- дочь (Бьянка?) (1365 — до 1380)
- Джан Галеаццо II Висконти (4 марта 1366—1374?)
- дочь (Бона?) (1367 — до 1380)
- Валентина Висконти (1369—1408), в 1389 году вышла замуж за Людовика Валуа, герцога Орлеанского
- Аццоне (1370—1372)
- Карло (12 сентября 1372)

Изабелла умерла при родах в 1372 году. Овдовев, Джан Галеаццо женился на своей кузине Катарине Висконти.